# 建平 (魯爽)
建平（けんへい）は南北朝時代、魯爽が建てた私年号。454年。『紀元編』には南郡王劉義宣の私年号とされているが李崇智により誤りと考察されている。

## 西暦との対照表
| 建平 | 元年  |
| 西暦 | 454年 |
| 干支 | 甲午  |